# 刘长福

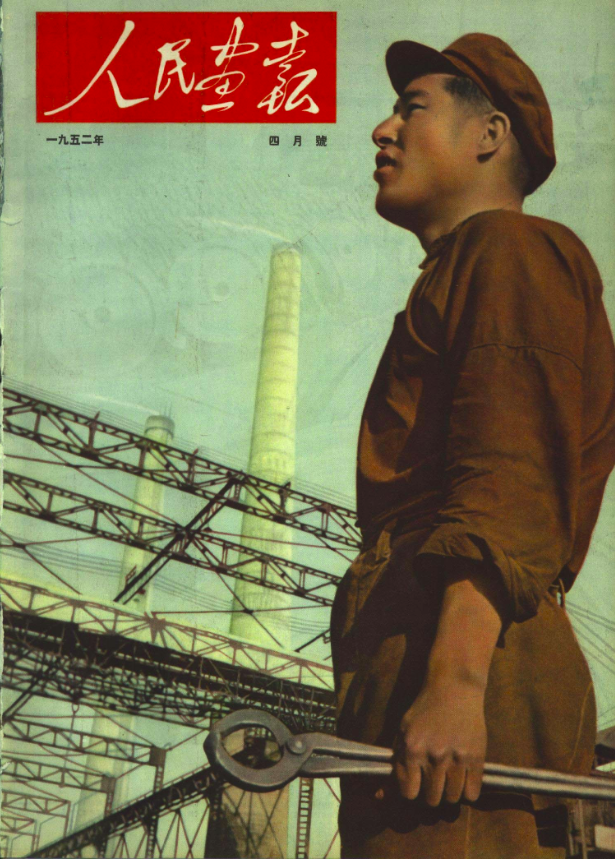
刘长福是《人民画报》1952年第4期刊面人物

刘长福（？—？），天津人，中华人民共和国政治人物。
他担任天津钢厂四分厂新盘条车间主任。1954年9月至1959年4月，他是第一届全国人民代表大会代表。